# Institut Micològic Europeu
L'Institut Micològic Europeu, o en anglès l'European Mycological Institute (EMI), és un organisme de cooperació territorial creat el 2005 per tal de realitzar i gestionar projectes de cooperació en l'àmbit de la protecció i la valorització dels recursos micològics.
Va néixer arran del projecte europeu Interreg IVB SUDOE MICOSYLVA, i el 2005 es va constituir com a entitat prenent la forma jurídica –reconeguda en dret europeu– d'agrupació europea de cooperació territorial (AECT) –en anglès European Grouping of Territorial Cooperation (EGTC)–, tot i que no va ser definitivament registrada com a tal al Registre del Comitè Europeu de les Regions fins al 10 de maig del 2016.
Els membres de l'AECT Institut Micològic Europeu (EMI) són les regions europees d'Aragó, Catalunya, Castella i Lleó, Occitània i Nova Aquitània. A més, també compta amb la participació –des de fora de la Unió Europea– del Canadà, Xina i Suïssa.
La part catalana que participa a l'Institut és el Centre de Ciència i Tecnologia Forestal de Catalunya, amb seu a Solsona, el qual es va constituir inicialment entre el Consell Comarcal del Solsonès i la Universitat de Lleida l'any 1996, i posteriorment, s'hi van incorporar la Diputació de Lleida, la Fundació Catalana per a la Recerca i la Innovació, la Generalitat de Catalunya, la Universitat Autònoma de Barcelona, la Diputació de Barcelona i l'Ajuntament de Solsona.
El CTFC és un consorci públic adscrit a l'Administració de la Generalitat de Catalunya i s'hi relaciona mitjançant el Departament competent en matèria de boscos. També forma part dels centres de recerca de Catalunya (CERCA) i està acreditat com a agent TECNIO per la Generalitat (desenvolupador de tecnologia públic).